# 시이하시 게이야
시이하시 게이야(일본어: 椎橋 慧也, 1997년 6월 20일~)는 일본의 축구 선수이다.

## 구단 경력
그는 2016년 J1리그의 베갈타 센다이에 입단했다. 2018년에 천황배 준우승. 2021년 가시와 레이솔로 이적했다. 2023년까지 93경기에 출전하여, 3득점을 넣었다. 2023년에 천황배 준우승. 2024년 나고야 그램퍼스로 이적했다. 2024년에 J리그컵 우승을 차지했다.